# Delphinium dolichostachyum
Delphinium dolichostachyum är en ranunkelväxtart som beskrevs av Chowdh. och P. Davis. Delphinium dolichostachyum ingår i släktet storriddarsporrar, och familjen ranunkelväxter. Inga underarter finns listade i Catalogue of Life.